# Hilary Teague
Hilary Teague (1802 – 21 mai 1853), parfois écrit Hilary Teage, était un marchand, journaliste et politicien libérien des premières années de la nation ouest-africaine du Libéria. Originaire de l'État de Virginie aux États-Unis, il était connu pour ses talents d'orateur et joua un rôle important dans la politique coloniale libérienne des débuts. Fervent défenseur de l'indépendance du Libéria auprès de l'American Colonization Society, il rédigea la Déclaration d'indépendance du Libéria (en) en 1847.
Servant comme sénateur, puis premier secrétaire d'État du Liberia après son indépendance en 1847, il a également composé l'hymne d'indépendance du Libéria (All Hail, Liberia Hail).

## Début de la vie
Hilary Teague est né libre en Virginie, aux États-Unis, en 1805,,. Sa mère était Frances Teague et son père Colin Teague (en), un ancien esclave devenu missionnaire baptiste lors des premiers efforts pour établir la colonie du Libéria. La famille a émigré en Afrique de l'Ouest en 1821.
Hilary Teague a également été ministre baptiste à Monrovia et marchand d'huile de palme. En 1835, il devint propriétaire et rédacteur en chef du Héraut du Liberia (en) à Monrovia après le départ de John Brown Russwurm pour devenir gouverneur de la République du Maryland. En tant que rédacteur en chef, il est devenu un fervent promoteur de l'indépendance libérienne et a combiné le républicanisme, le nationalisme noir et le christianisme pour défendre ses arguments. Il resta à la tête du journal jusqu'en 1849, date à laquelle il quitta la direction pour se consacrer entièrement à la politique.

## Carrière politique
En 1835, Hilary Teague devient secrétaire colonial de la colonie libérienne. En 1839, il fut le greffier de la convention qui présenta les points de vue des colons à l'American Colonization Society concernant la réforme constitutionnelle. Il fut plus tard une figure déterminante à la Convention constitutionnelle de 1847 — représentant le comté de Montserrado — à la fois dans le débat et la ratification de la Constitution libérienne de 1847. Il a également rédigé la Déclaration d'indépendance du Libéria (en), qui protestait contre le traitement des Afro-Américains comme des esclaves et des citoyens de seconde classe aux États-Unis. Il est devenu le premier secrétaire d'État de la république du Libéria à son indépendance en 1847. Il a également composé l'hymne d'indépendance du Libéria (All Hail, Liberia Hail).
Il est mort au Libéria le 21 mai 1853 et était à l'époque procureur général du pays,.